# 1919 في فرنسا
فيما يلي قوائم الأحداث التي وقعت خلال عام 1919 في فرنسا.

## سياسة

### تعيين في المنصب
- 16 نوفمبر – إدوار دلادييه نائب فرنسي.
- 8 ديسمبر – ألبير فرانسوا لوبران نائب فرنسي.
- 8 ديسمبر – روبير شومان نائب فرنسي.
- 8 ديسمبر – فينسنت أوريول نائب فرنسي.

### انتهاء فترة المنصب
- 7 ديسمبر – ألبير فرانسوا لوبران نائب فرنسي.
- 7 ديسمبر – فينسنت أوريول نائب فرنسي.
- 7 ديسمبر – موريس فيوليت نائب فرنسي.

## رياضة
- 20 أبريل – سباق باريس روبيه 1919 الفائزون هنري باليسر، فيليب تيس، أونوريه بارتيليمي.

## ظهور
- 1 يناير – بعثة بارسكا

## كتب
من الكتب التي صدرت هذه السنة في فرنسا:
- 1 يناير – جزيرة الثلاثين تابوتا من تأليف موريس لوبلان.

## مواليد

### يناير
- 11 يناير – لوسيان تروبيل
- 16 يناير – روجر نيكولا ممثل فرنسي.
- 19 يناير – برنار غريغوري فيزيائي فرنسي.

### مارس
- 24 مارس – كلود برتراند ممثل فرنسي.

### أبريل
- 13 أبريل – رينيه غاليس لاعب كرة قدم فرنسي.

### يونيو
- 8 يونيو – إدوارد مولر درّاج طريق فرنسي.

### يوليو
- 2 يوليو – ألبرت باتو لاعب كرة قدم فرنسي.

### أغسطس
- 4 أغسطس – ميشال ديون كاتب فرنسي.

### سبتمبر
- 19 سبتمبر – روجر جرينيه

### أكتوبر
- 18 أكتوبر – سوزان باشلار فيلسوفة فرنسية.
- 25 أكتوبر – راؤول ريمي

### نوفمبر
- 18 نوفمبر – أندريه ماهي درّاج طريق فرنسي.
- 26 نوفمبر – هنري فيدال ممثل فرنسي.

### ديسمبر
- 30 ديسمبر – فرانسوا بوردس

## وفيات

### فبراير
- 15 فبراير – أندريه بريفوست (مواليد 1880) لاعب كرة مضرب فرنسي.

### مارس
- 20 مارس – فرانسوا هنري هالوبو (مواليد 1842) طبيب جلد فرنسي.

### نوفمبر
- 11 نوفمبر – أليكساندر بلوخ (مواليد 1857) رسام فرنسي.
- 15 نوفمبر – ألفرد فيرنر (مواليد 1866) كيميائي سويسري.

### ديسمبر
- 3 ديسمبر – أوجست رينوار (مواليد 1841) رسام فرنسي.
- 3 ديسمبر – كريستيان ارنست ستال (مواليد 1848) عالم نبات ألماني.